# Вениамин (Кононов)
Архимандри́т Вениами́н (в миру Васи́лий Васи́льевич Ко́нонов; 4 (16) января 1868, Шенкурский уезд, Архангельская губерния — 17 апреля 1928, близ села Волкозеро) — священнослужитель Русской православной церкви, архимандрит Свято-Троицкого Антониево-Сийского мужского монастыря.
Канонизирован Русской православной церковью в августе 2000 года в лике преподобномучеников.

## Биография
Родился 4 (16) января 1868 года в деревне Евсевиевская в семье крестьян Шенкурского уезда Архангельской губернии. Окончил 6 классов Соловецкого училища.
В 1893 году был принят трудником в Соловецкий Спасо-Преображенский монастырь, в 1897 году определён в число послушников. Проявил усердие и послушание, руководил работами в монастырской хлебопекарне и заведовал расходной лавкой обители.
В 1903 году был пострижен в монашество архимандритом Иоанникием с именем Вениамин в честь священномученика Вениамина Синайского.
Вениамина отличало немногословие и усердие в церковных службах, через два года он был рукоположён во иеродиакона, а в 1908 году — в сан иеромонаха. Определён к службе при святых мощах преподобных Зосимы и Савватия Соловецких и назначен законоучителем братского соловецкого училища.
После смерти иеромонаха Дамаскина избран новым духовником монастыря, в декабре 1909 года.
В 1912 году епископом Архангельским Нафанаилом возведён в сан архимандрита и назначен настоятелем Свято-Троицкого Антониево-Сийского мужского монастыря.
Награждён наперсным крестом (1913) и орденом Св. Анны 3-й степени (1916).
В 1917 году избран членом Поместного Собора по должности, в Москву не прибыл.
Ввиду смуты против настоятеля монастыря архимандрита Иоанникия Святейший Синод в 1917 году снял его с этого поста. По просьбе монастырских насельников Собор православной братии избрал новым настоятелем архимандрита Вениамина. В России уже бушевала Гражданская война, но пока Белое движение держало фронт, в монастыре было спокойно. Однако, после того, как большевики стали одерживать верх, ситуация кардинально поменялась.
Декрет об отделении церкви от государства и школы от церкви по сути провозгласил начало пути на уничтожение церкви. Вместе с братией, архимандрит Вениамин стал делать всё возможное, чтобы уберечь соловецкие святыни от разграбления красными вандалами. Святые мощи первооснователей монастыря — преподобных Зосимы и Савватия были упокоены в тайном хранилище, обустроенном в толстых стенах монастыря. В стене Спасо-Преображенского собора и над алтарем Никольской церкви были спрятаны другие ценности и святыни храма. Иеромонах Никифор (в миру — Николай Иванович Кучин) был у Вениамина доверенным лицом и «правой рукой» в деле сохранения православных святынь.
Весной 1920 года в монастыре жили 400 монахов и 200 послушников. Советская власть присылала на Соловки Особую комиссию Архгубисполкома и Губревкома РКП(б), под руководством М. С. Кедрова. Целью комиссии было провозглашено «выявление запасов оружия и продовольствия, принадлежавших буржуазии и её пособникам». Уже летом монастырь закрыли, а монахов выгнали с Большого Соловецкого острова. Красные варвары конфисковывали всё, что им удавалось найти, нимало не заботясь о том, чем жить после этого священнослужителям. Архимандрит Вениамин писал в Кемский продовольственный комитет пытаясь убедить их оставить монахам минимум запасов для пропитания «…если не достанется хлеба хотя бы на пятнадцать дней, все мы должны будем помереть с голоду на диком, суровом морском острове…». В ответ грабежи продолжились с удвоенным рвением. Большевики искали сокровища монастыря, о существовании которых узнали то ли по доносу, то ли под пытками или шантажом. Видимо таким же образом им удалось сфабриковать донос на архимандрита Вениамина, который подписали несколько монахов.
Вскоре архимандрит Вениамин и его помощник иеромонах Никифор были арестованы ВЧК при СНК РСФСР по обвинению в сокрытии монастырских ценностей от трудового народа и хранении оружия с целью передачи контрреволюционерам. Приговорён к 5 годам принудительных работ на лесозаготовках в селе Холмогоры. Досрочно освобожден по амнистии летом 1922 года.
Сперва монахи направились в город Архангельск в Соловецкое подворье, а после его разгрома коммунистами их приютил врач Александр Алексеевич Левичев. Летом 1926 года, они, по совету бывшего соловецкого послушника Степана Антонова переехали в село Часовенское Архангельской области и поселились в сорока километрах от ближайшего населенного пункта, деревни Коровкинской, где поставили себе лесную келию близ реки Лодьма в районе Волкозера.

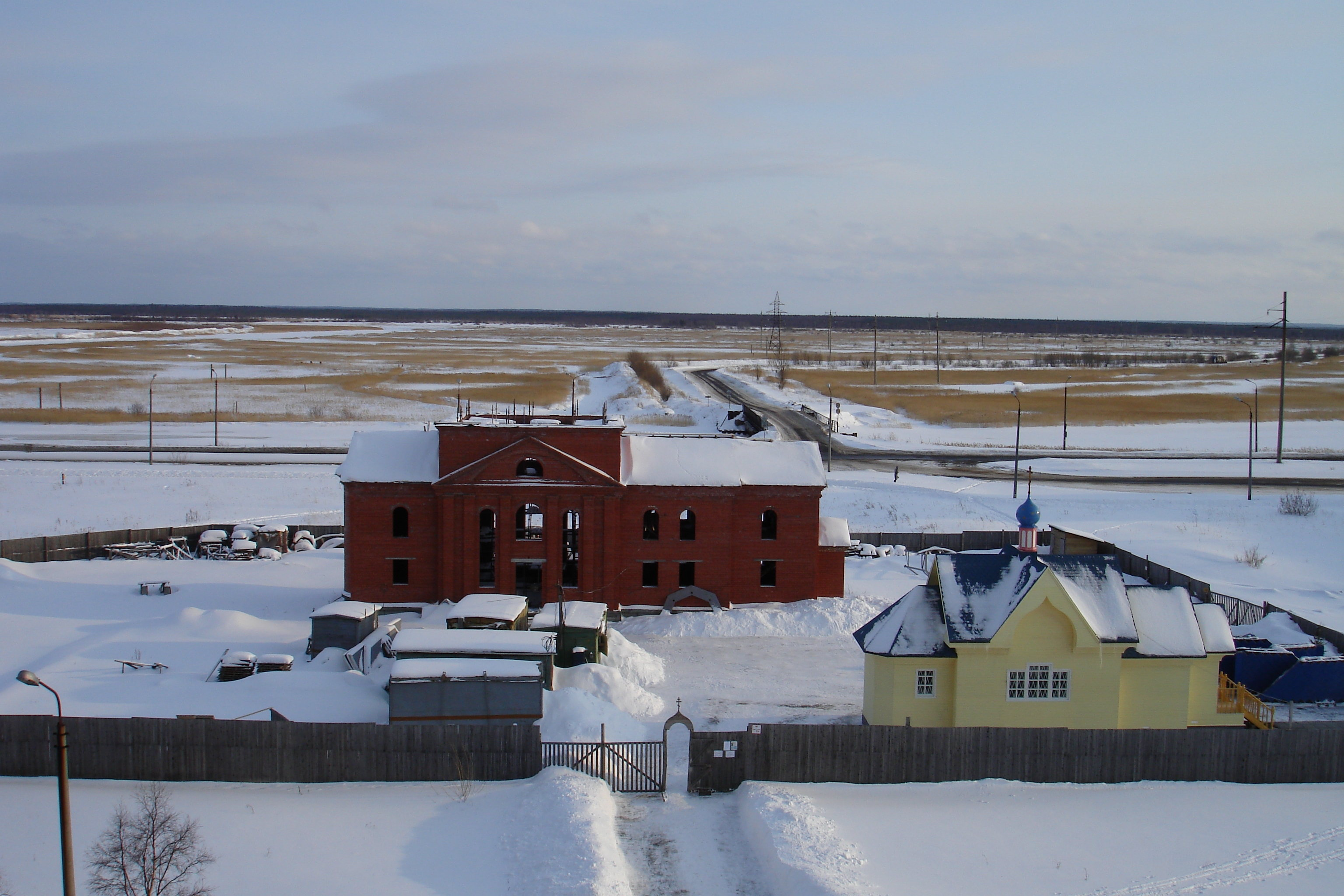
Строительство Храм Владимирской иконы Божией Матери. Справа: храм Вениамина и Никифора (2006)

Степан Антонов приезжал к ним дважды в год, в самое голодное время — зиму, и привозил кое-какую еду, остальное-же время монахи питались рыбой, грибами и ягодами, которые удавалось добыть самим. Всё свободное от хозяйственных забот время Вениамин и Никифор посвящали молитвам.
9 июня 1928 года навестить Вениамина и Никифора в очередной раз приехал Степан Антонов. Он нашёл сгоревшую избу и среди обгоревших бревен — два скелета. Антонов сообщил об этом властям, и вскоре следствие выяснило, что произошло на берегу Волкоозера.
Накануне праздника Святой Пасхи вечером 17 апреля 1928 года комсомолец В. Иванов со своим товарищем — трижды судимым пролетарием С. Ярыгиным (оба проживали в деревне Коровкинская), прослышав о спрятанных сокровищах монастыря, вышли к Волкозеру с намерением ограбить монахов. Они выждали, пока погаснет свет, после чего Иванов четырежды выстрелил в окно избушки. В доме раздались стоны, но преступники побоялись войти внутрь (как они пояснили следствию: их охватил непонятный ужас). Тогда убийцы залезли на чердак и забрали все, что сумели там найти. После этого, они облили избушку керосином и подпёрли дверь (последнее действие говорит о том, что они знали, что в доме ещё есть живые люди).

## Канонизация и почитание
Архимандрит Вениамин и иеромонах Никифор (Кучин) канонизированы как преподобномученики на Архиерейском соборе Русской Православной Церкви от 13-16 августа 2000 года. Память совершается в день их мученической смерти — 4 (17) апреля.
15 января 2004 года в Северодвинске было совершено освящение деревянного Храма в честь преподобномучеников Вениамина и Никифора. Освящение совершал настоятель Архангельского кафедрального Ильинского собора, митрофорный протоиерей Владимир Кузив.
В 2019 году был начал проект «Потаённые соловки» направленный для разработки и установки информационных знаков к месту трагической кончины и стенда (памятника) на месте их гибели, тематической экспозиции, создание документального сюжета об Архимандрите Вениамине и иеромонахе Никифоре. Ряд реликвий с места мученической гибели архимандрита Вениамина и иеромонаха Никифора (Кучина) в урочище Волкозеро был передан Антониево-Сийскому монастырю 26 августа 2019 года.

## Награды
- 1913 год — Наперсный крест.
- 1916 год — Орден Святой Анны[2].